# Занданов, Антон Бадмаевич
Анто́н Бадма́евич Занда́нов (1918—2006) — советский и российский военный хирург, генерал-майор медицинской службы. Начальник медицинской службы Северного флота (1965—1978). Известен тем, что с «нуля» организовал службу переливания крови в блокадном Ленинграде.

## Биография
Антон Занданов родился 18 мая 1918 году в крестьянской семье недалеко от улуса Гарга, в местности Дологонто (ныне Курумканский район Бурятии).
Учился в начальной школе в Гарге, в Уринской школе колхозной молодежи, затем поступил на Улан-Удэнский медрабфак. После этого учился в Иркутском медицинском институте, который успешно окончил в 1941 году. В том же году Занданов мобилизован в дважды Краснознаменный Балтийский флот.
В годы войны молодому военврачу не раз приходилось на катерах, эсминцах и миноносцах совершать вместе с моряками рейды в глубокий тыл врага. Под артиллерийском обстрелом, под бомбежкой Антон Занданов спас жизни сотням раненых воинов. Ему было поручено возглавить станцию переливания крови, доставать которую в осажденном городе было сложно, и Занданов одним из первых советских врачей стал использовать плазму в фронтовых условиях.
Участвовал в освобождении Прибалтики. Войну окончил в звании майора медицинской службы.
После войны в 1946—1948 годах учился на факультете руководящего состава Ленинградской военно-морской академии. После академии был направлен на Тихоокеанский флот, где работал на различных руководящих должностях медицинской службы флота. С 1956 года  начальник медико-санитарного отдела Ленинградской базы Военно-морского флота.
В 1965—1978 годах Занданов служил начальником медицинской службы Северного флота.
Службу успешно сочетал с преподавательской работой. В 1975—1988 годах работал доцентом Военно-медицинской академии им. С. М. Кирова.
Богатый практический опыт приобретенный в годы войны, многочисленные научные наблюдении, их итоги и выводы легли с основу его научных трудов в области нейрохирургии, опубликованных  в таких изданиях, как «Вестник хирургии», «Хирургия», «Вопросы нейрохирургии» и изданных отдельными брошюрами.
После ухода на пенсию Антон Бадмаевич принимал активное участие в работе ветеранской организации военно-медицинской службы.

## Награды и звания
- Орден Красной Звезды (1941)[2]
- Орден Отечественной войны I степени[3]
- Орден Отечественной войны I степени[4]
- Медаль «За оборону Ленинграда»
- Почетные грамоты Командования дважды Краснознаменного Балтийского флота
- Почетная грамота Президиума Верховного Совета РСФСР
- Постановлением Совета Министров СССР в 1968 г. Антону Бадмаевичу Занданову было присвоено звание «генерал-майор медицинской службы»
- «Заслуженный врач РСФСР»
- «Заслуженный деятель науки Республики Бурятия».